# Монро (Небраска)
Монро (англ. Monroe) — селище (англ. village) в США, в окрузі Платт штату Небраска. Населення — 296 осіб (2020).

## Географія
Монро розташоване за координатами 41°28′27″ пн. ш. 97°36′0″ зх. д. / 41.47417° пн. ш. 97.60000° зх. д. (41.474040, -97.599914).  За даними Бюро перепису населення США в 2010 році селище мало площу 0,45 км², уся площа — суходіл.

## Демографія
Згідно з переписом 2010 року, у селищі мешкали 284 особи в 121 домогосподарстві у складі 79 родин. Густота населення становила 631 особа/км².  Було 128 помешкань (285/км²).
Расовий склад населення:
| - 97,2 % — білих - 0,4 % — чорних або афроамериканців - 0,4 % — азіатів - 2,1 % — осіб інших рас |

До двох чи більше рас належало 0,0 %. Частка іспаномовних становила 3,9 % від усіх жителів.
За віковим діапазоном населення розподілялося таким чином: 22,5 % — особи молодші 18 років, 58,8 % — особи у віці 18—64 років, 18,7 % — особи у віці 65 років та старші. Медіана віку мешканця становила 45,0 року. На 100 осіб жіночої статі у селищі припадало 94,5 чоловіків;  на 100 жінок у віці від 18 років та старших — 103,7 чоловіків також старших 18 років.
Середній дохід на одне домашнє господарство  становив 53 892 долари США (медіана — 48 125), а середній дохід на одну сім'ю — 63 832 долари (медіана — 67 813). Медіана доходів становила 41 833 долари для чоловіків та 31 607 доларів для жінок. За межею бідності перебувало 9,7 % осіб, у тому числі 11,2 % дітей у віці до 18 років та 0,0 % осіб у віці 65 років та старших.
Цивільне працевлаштоване населення становило 197 осіб. Основні галузі зайнятості: виробництво — 22,3 %, роздрібна торгівля — 14,7 %, транспорт — 14,2 %.